# Hydriomena obliterata
Hydriomena obliterata là một loài bướm đêm trong họ Geometridae.